# Odilon Nogueira de Matos
Odilon Nogueira de Matos (Piratininga, 5 de maio de 1916 — Campinas, 17 de fevereiro de 2008) foi um importante historiador brasileiro. Especialista em história regional e história da música.

## Biografia
Odilon Nogueira de Matos licenciou-se em Geografia e História pela Universidade de São Paulo (USP), realizando seu Doutorado em Ciências pela Escola de Sociologia e Política de São Paulo. Iniciou sua carreira de professor universitário em 1942, tendo lecionado na Universidade de São Paulo (USP), na Pontifícia Universidade Católica de São Paulo, na Escola de Sociologia e Política de São Paulo, na Fundação Cásper Líbero, na Fundação Armando Álvares Penteado, na Faculdade de Filosofia de Taubaté (sendo um dos fundadores) na antiga Faculdade de Filosofia de Marília (hoje integrada na UNESP) e na Pontifícia Universidade Católica de Campinas. Onde dedicou à maior parte de sua carreira, criando em 1969 a revista acadêmica Notícia Bibliográfica e Histórica, publicação trimestral, com mais de 140 (cento e quarenta) números publicados pela faculdade de História da Pontifícia Universidade Católica de Campinas. Aposentou-se nessa instituição como diretor da Faculdade de história, para a qual doou seu rico acervo de livros que está abrigado na Biblioteca de História do Centro de Ciências Humanas e Sociais Aplicadas, localizada no Campus I.
Sendo figura influente, Odilon pertenceu as principais instituições brasileiras ligadas ao seu campo de atuação profissional. Exímio escritor pertenceu a Academia Paulista de Letras (Cadeira 22, patrono: João Monteiro, antecessores: Guilherme de Almeida e Raimundo de Menezes e também a Academia Campinense de Letras e a Academia Sul-Riograndense de Letras. No campo da história foi presidente  da Academia Paulista de História (1986–88), sócio emérito do Instituto Histórico e Geográfico Brasileiro e sócio titular dos Institutos Históricos de São Paulo, Paraná, Santa Catarina, Mato Grosso, Pernambuco, Paraíba, Minas Gerais e Ceará. E dos Institutos municipais de Juiz de Fora e Uruguaiana. Também vinculado a imprensa pertenceu a Academia Paulista de Jornalismo.

## Obras
- 1939 - Capítulos da História colonial de Campinas.
- 1955 - Música e Espiritualidade.
- 1955 - Evolução urbana de São Paulo em co-autoria com Raul de Andrada e Silva e Pasquale Petrone.
- 1962 - A guerra dos Emboabas. In: HOLANDA, Sérgio Buarque de, org. História Geral da Civilização Brasileira ( tomo I – A Época Colonial, vol. 1)
- 1969 - São Paulo no século XIX.
- 1970 - Novo Dicionário de História do Brasil em co-autoria com Myrian Ellis.
- 1974 - Café e ferrovias: a evolução ferroviária de São Paulo e o desenvolvimento da cultura cafeeira.
- 1977 - Afonso Taunay historiador de São Paulo e do Brasil: perfil biográfico e ensaio bibliográfico.
- 1977 - Páginas Catarinenses.
- 1980 - Saint-Hilaire.
- 1982 - A Segunda viagem de Saint-Hilaire a São Paulo
- 1985 - Um Pouco da história de Campinas.
- 1994 - O Brasil na 'brasiliana'.